# 加西市
加西市（日语：／ Kasai shi */?）是位於日本兵庫縣中央區域的城市，亦屬於姬路市的衛星城市。
地處播磨平原中間區域，北側為中國山地，東西兩側為台地。

## 人口
| 加西市人口分布圖 |                                               |  |
| 加西市與日本全國年齡別人口分布比較圖 （2005年資料） | 加西市的年齡、男女別人口分布圖 （2005年資料） |  |
| ■紫色是加西市 ■綠色是全国 | ■藍色是男性 ■紅色是女性                       |  |
| 加西市人口變化 \| 1970年 \| 48,354人 \| \| \| 1975年 \| 50,161人 \| \| \| 1980年 \| 51,051人 \| \| \| 1985年 \| 52,107人 \| \| \| 1990年 \| 51,784人 \| \| \| 1995年 \| 51,706人 \| \| \| 2000年 \| 51,104人 \| \| \| 2005年 \| 49,396人 \| \| \| 2010年 \| 47,993人 \| \| \| 2015年 \| 44,313人 \| \| \| 2020年 \| 42,700人 \| \| |                                               |  |
| 資料來源：日本總務省統計中心提供之人口普查數據 |                                               |  |
| 1970年 | 48,354人                                      |  |
| 1975年 | 50,161人                                      |  |
| 1980年 | 51,051人                                      |  |
| 1985年 | 52,107人                                      |  |
| 1990年 | 51,784人                                      |  |
| 1995年 | 51,706人                                      |  |
| 2000年 | 51,104人                                      |  |
| 2005年 | 49,396人                                      |  |
| 2010年 | 47,993人                                      |  |
| 2015年 | 44,313人                                      |  |
| 2020年 | 42,700人                                      |  |

## 歷史
12世紀，平賴盛在此地設有莊園－在田莊；14世紀後，成為赤松氏領地，陸續建有小谷城、善防山城、滿久城等城；江戶時代後，一度隸屬姬路藩，但後來又被劃為幕府直屬的天領。
19世紀明治維新後，先後隸屬兵庫裁判所、兵庫縣；1889年日本實施町村制，現在的轄區在當時分屬加西郡北條町、富田村、賀茂村、下里村、在田村、西在田村、多加野村、九會村、富合村。
1955年，前述1町8村整併為北條町、泉町、加西町三町；1967年，三個町再次合併為加西市。

### 變遷表
| 1889年4月1日 | 1889年-1926年 | 1926年-1944年 | 1944年-1954年 | 1954年-1989年        | 1954年-1989年       | 1989年-現在         | 現在                |
| ------------ | ------------- | ------------- | ------------- | -------------------- | ------------------- | ------------------- | ------------------- |
| 北條町       | 北條町        | 北條町        | 北條町        | 1955年1月15日 北條町 | 1967年4月1日 加西市 | 1967年4月1日 加西市 | 1967年4月1日 加西市 |
| 富田村       |               |               |               | 1955年1月15日 北條町 | 1967年4月1日 加西市 | 1967年4月1日 加西市 | 1967年4月1日 加西市 |
| 賀茂村       |               |               |               | 1955年1月15日 北條町 | 1967年4月1日 加西市 | 1967年4月1日 加西市 | 1967年4月1日 加西市 |
| 下里村       |               |               |               | 1955年1月15日 北條町 | 1967年4月1日 加西市 | 1967年4月1日 加西市 | 1967年4月1日 加西市 |
| 九會村       | 九會村        | 九會村        | 九會村        | 1955年3月30日 加西町 | 1967年4月1日 加西市 | 1967年4月1日 加西市 | 1967年4月1日 加西市 |
| 富合村       |               |               |               | 1955年3月30日 加西町 | 1967年4月1日 加西市 | 1967年4月1日 加西市 | 1967年4月1日 加西市 |
| 多加野村     | 多加野村      | 多加野村      | 多加野村      | 1955年3月1日 泉町    | 1967年4月1日 加西市 | 1967年4月1日 加西市 | 1967年4月1日 加西市 |
| 西在田村     |               |               |               | 1955年3月1日 泉町    | 1967年4月1日 加西市 | 1967年4月1日 加西市 | 1967年4月1日 加西市 |
| 在田村       |               |               |               | 1955年3月1日 泉町    | 1967年4月1日 加西市 | 1967年4月1日 加西市 | 1967年4月1日 加西市 |

## 交通

### 鐵路
- 北條鐵道
  - 北條線：（小野市） - 網引車站 - 田原車站 - 法華口車站 - 播磨下里車站 - 長車站 - 播磨橫田車站 - 北條町車站

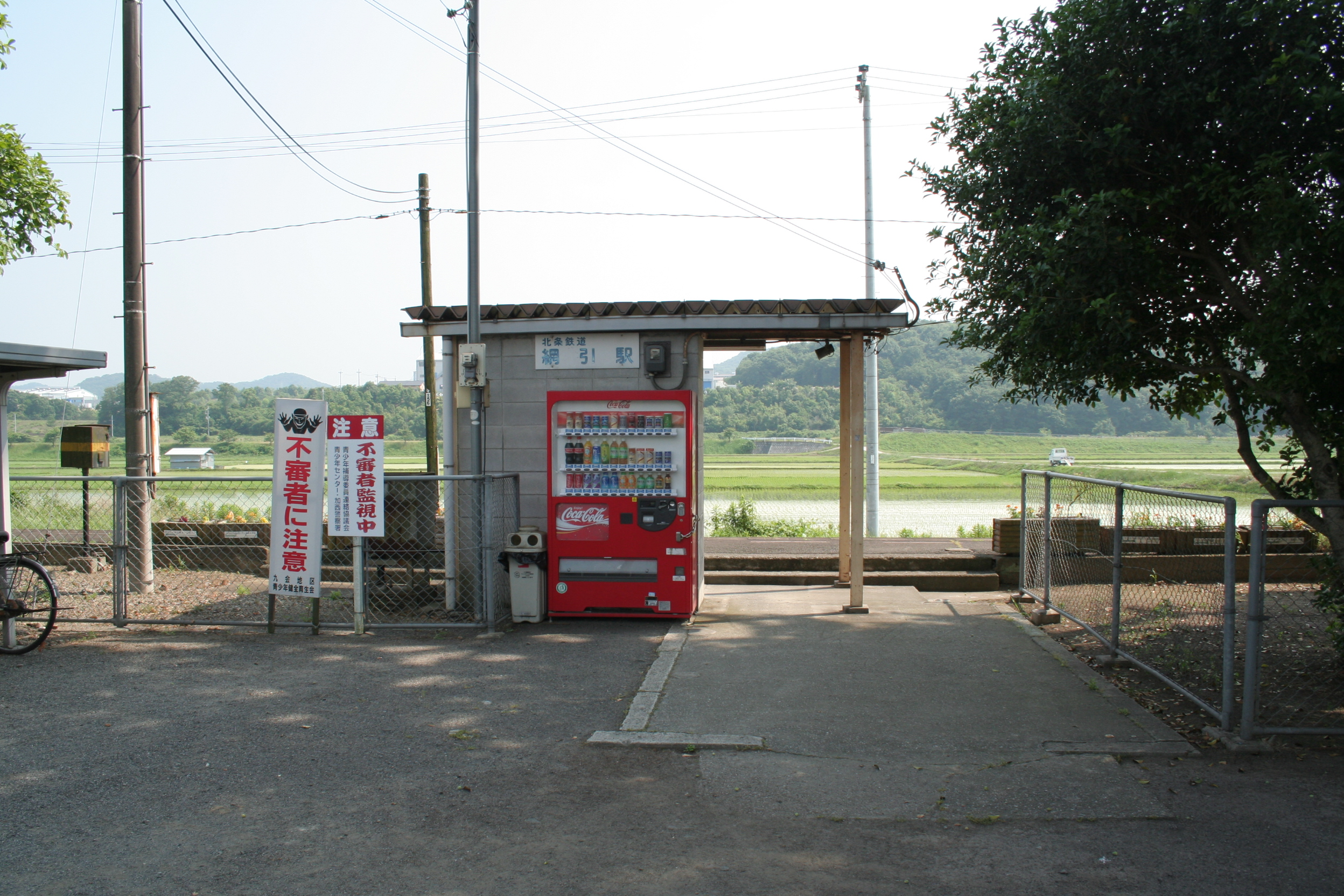
網引車站
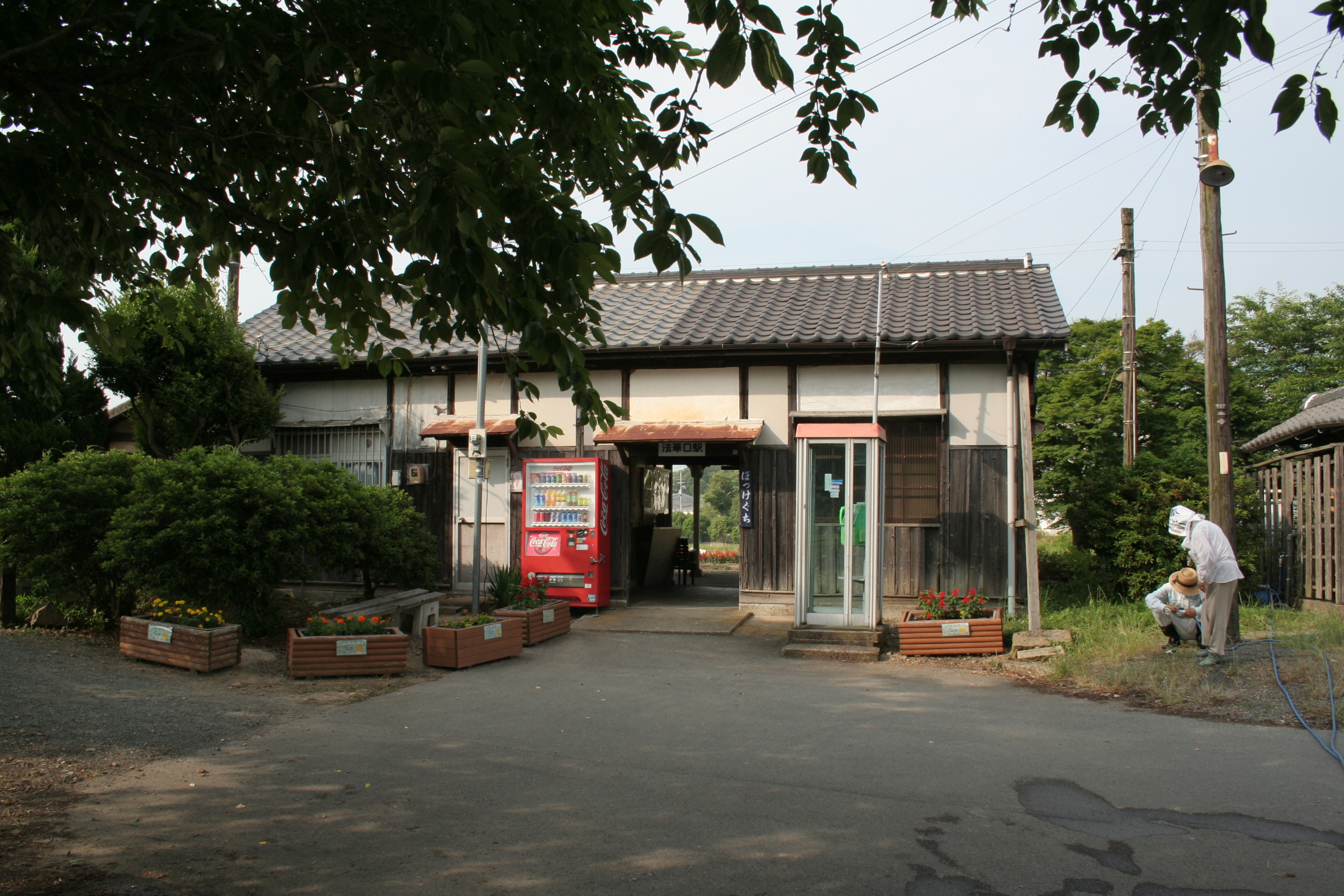
法華口車站
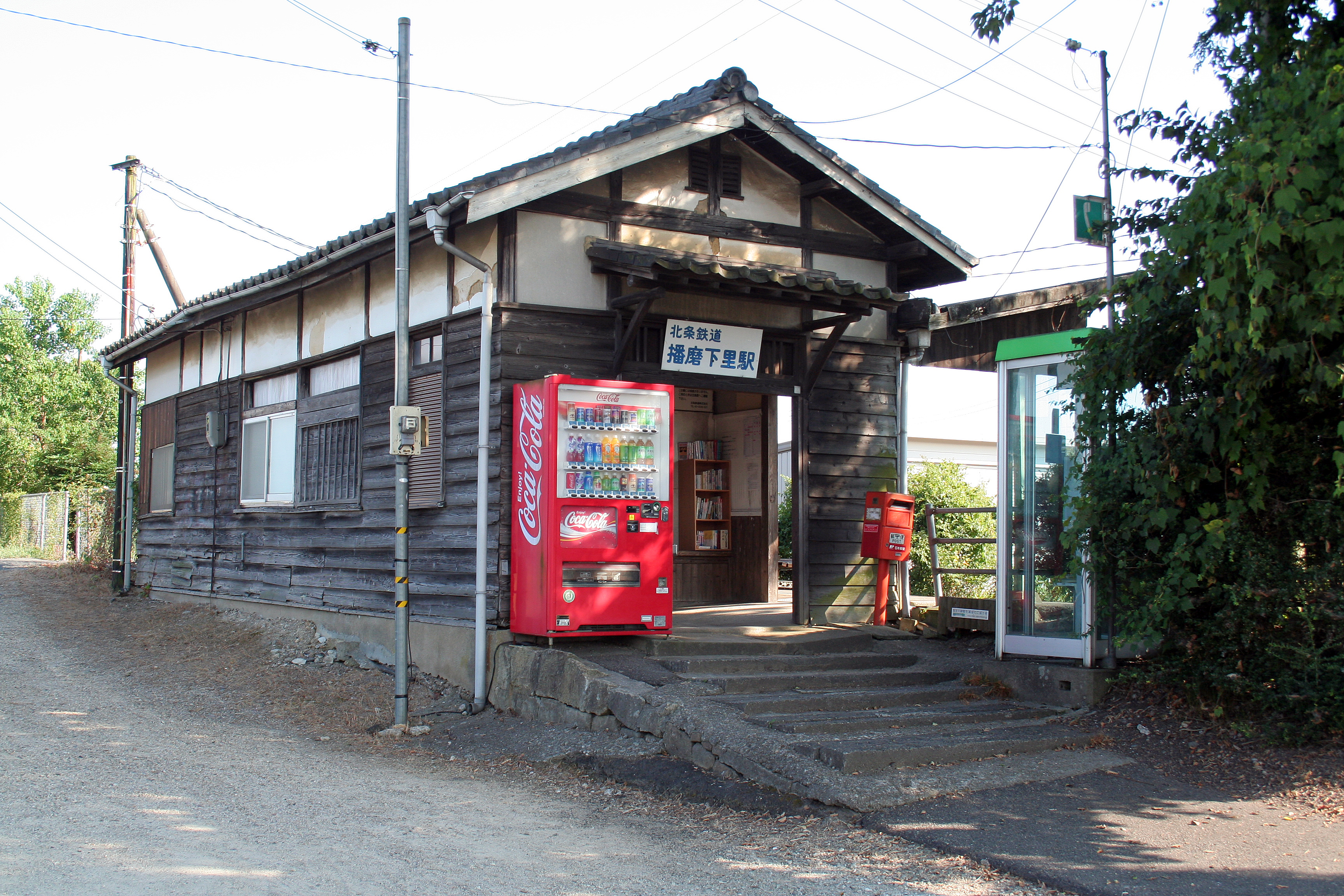
播磨下里車站
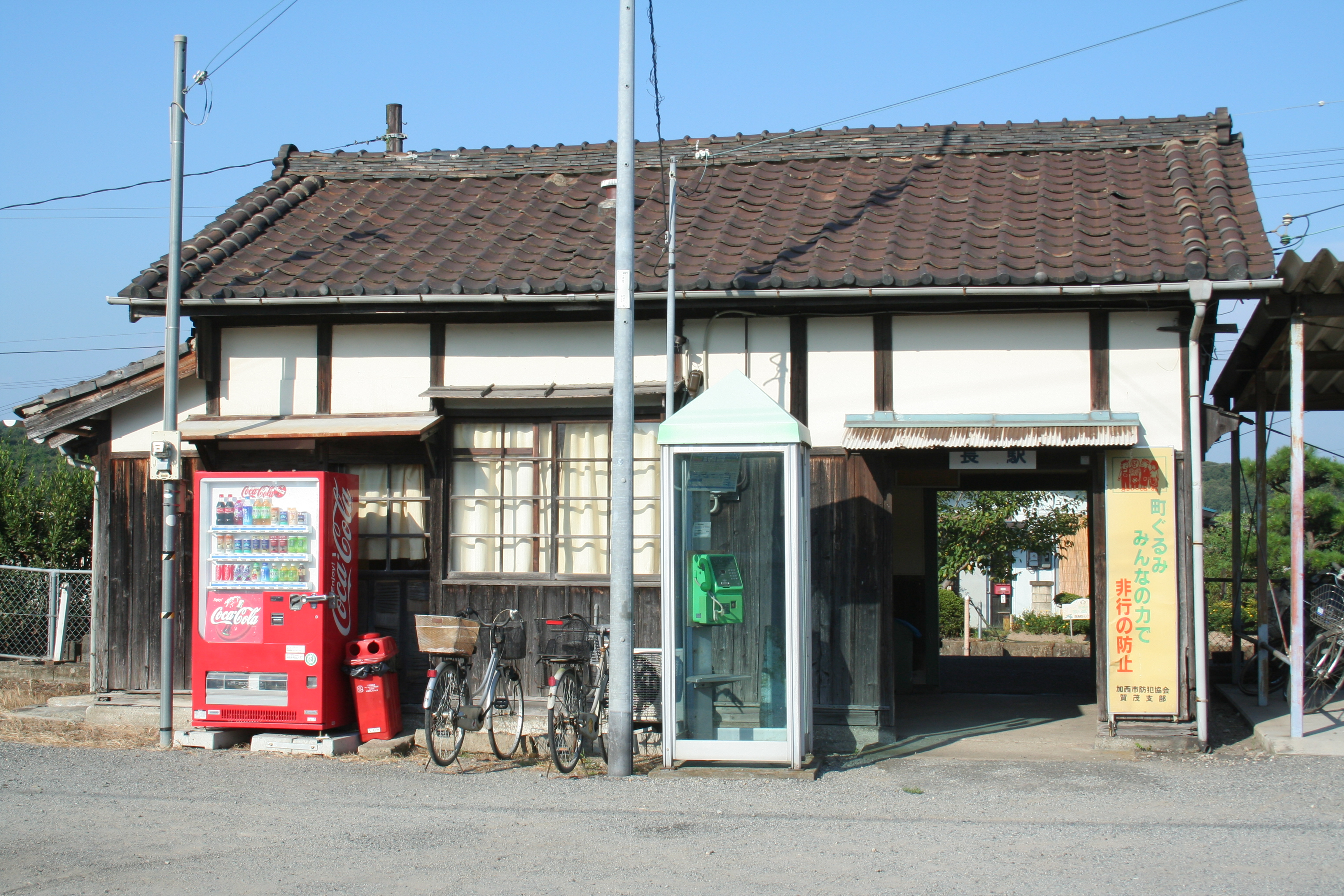
長車站
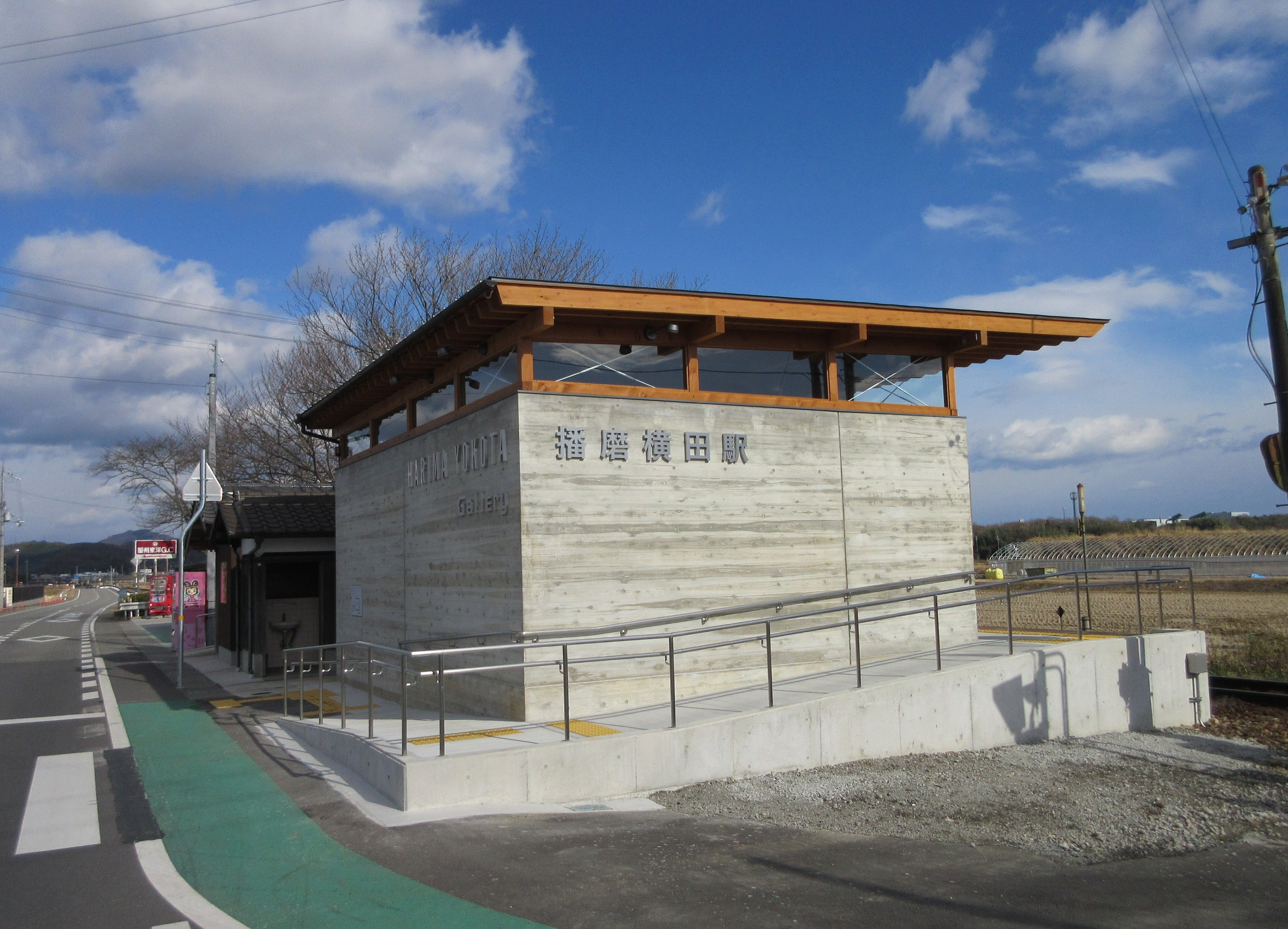
播磨橫田車站
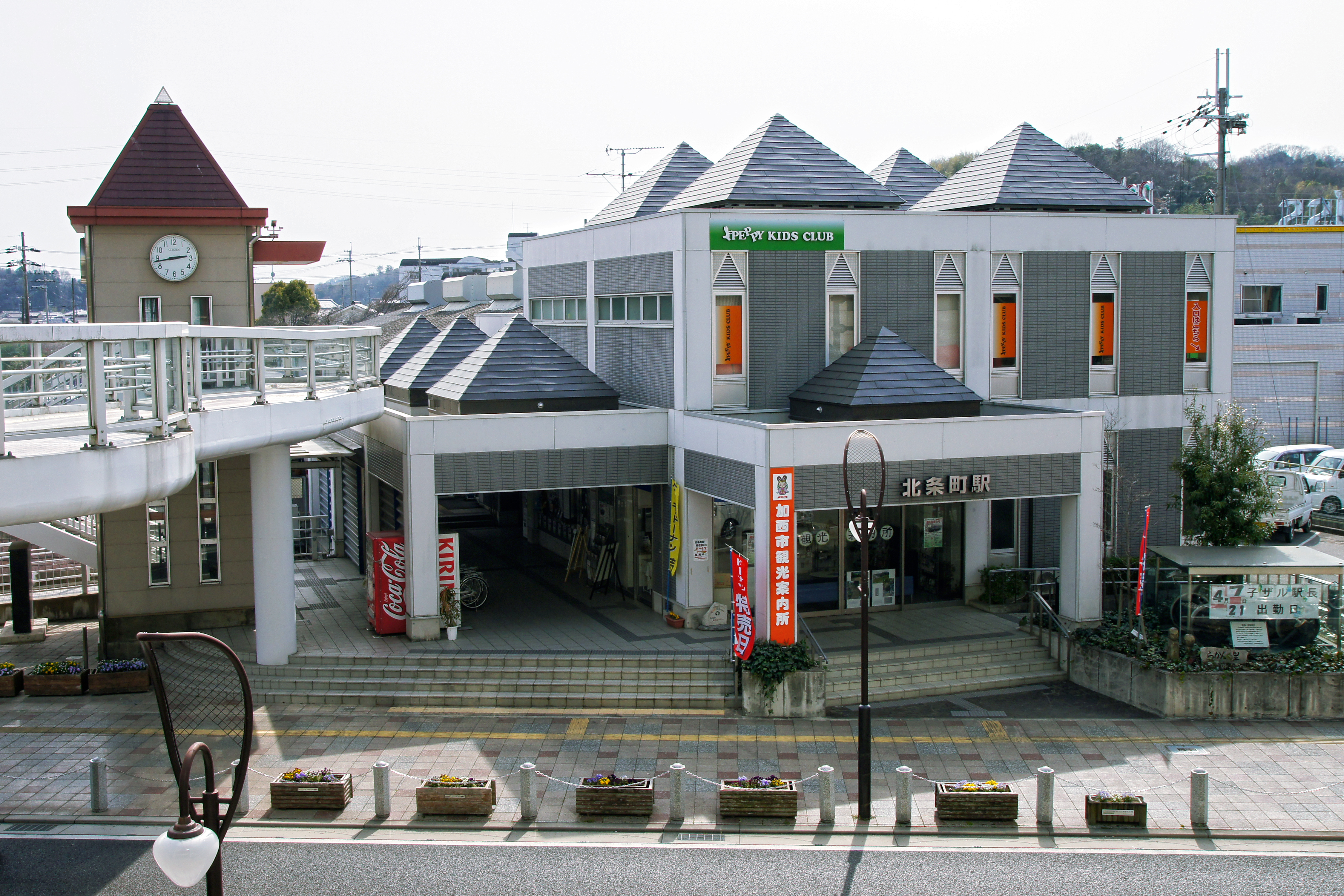
北條町車站

### 公路
高速道路
- 中國自動車道：（加東市） - （通過轄區） - （加東市） - 加西交流道 - 加西服務區 - （福崎町）
- 山陽自動車道：未通過轄內，由南側加古川市境內通過，距離最近的交流道是加古川北交流道

一般國道
- 國道372號（日语：国道372号）

## 觀光資源
- 兵庫縣立花卉中心（日语：兵庫県立フラワーセンター）
- 玉丘史跡公園（日语：玉丘史跡公園）

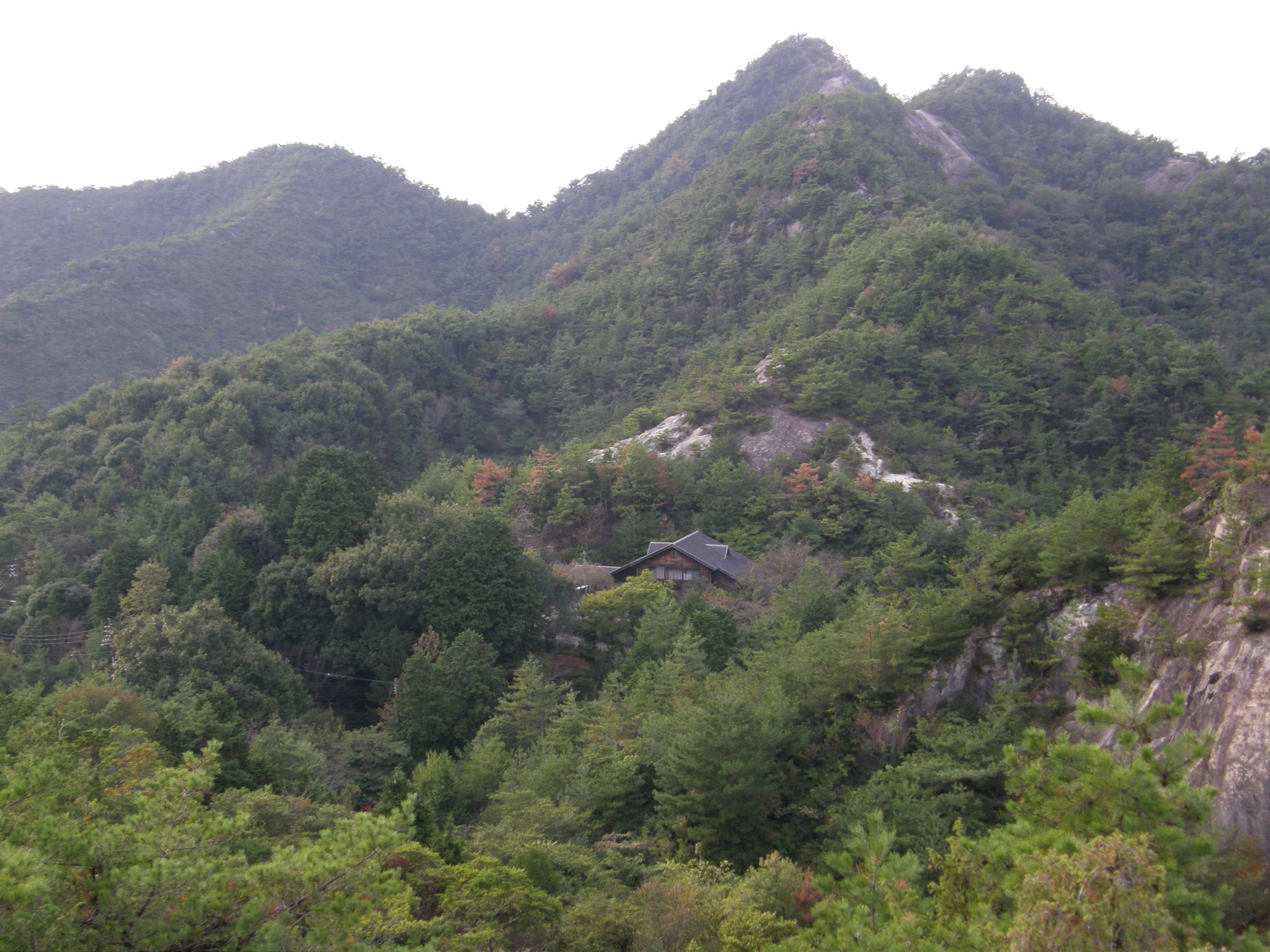
古法華自然公園（日语：古法華自然公園）
- 播磨中部丘陵縣立自然公園（日语：播磨中部丘陵県立自然公園）
- 舊西國街道北條之宿街道
- 丸山綜合公園（日语：丸山総合公園 (加西市)）
- 善防山城（日语：善防山城）遺跡
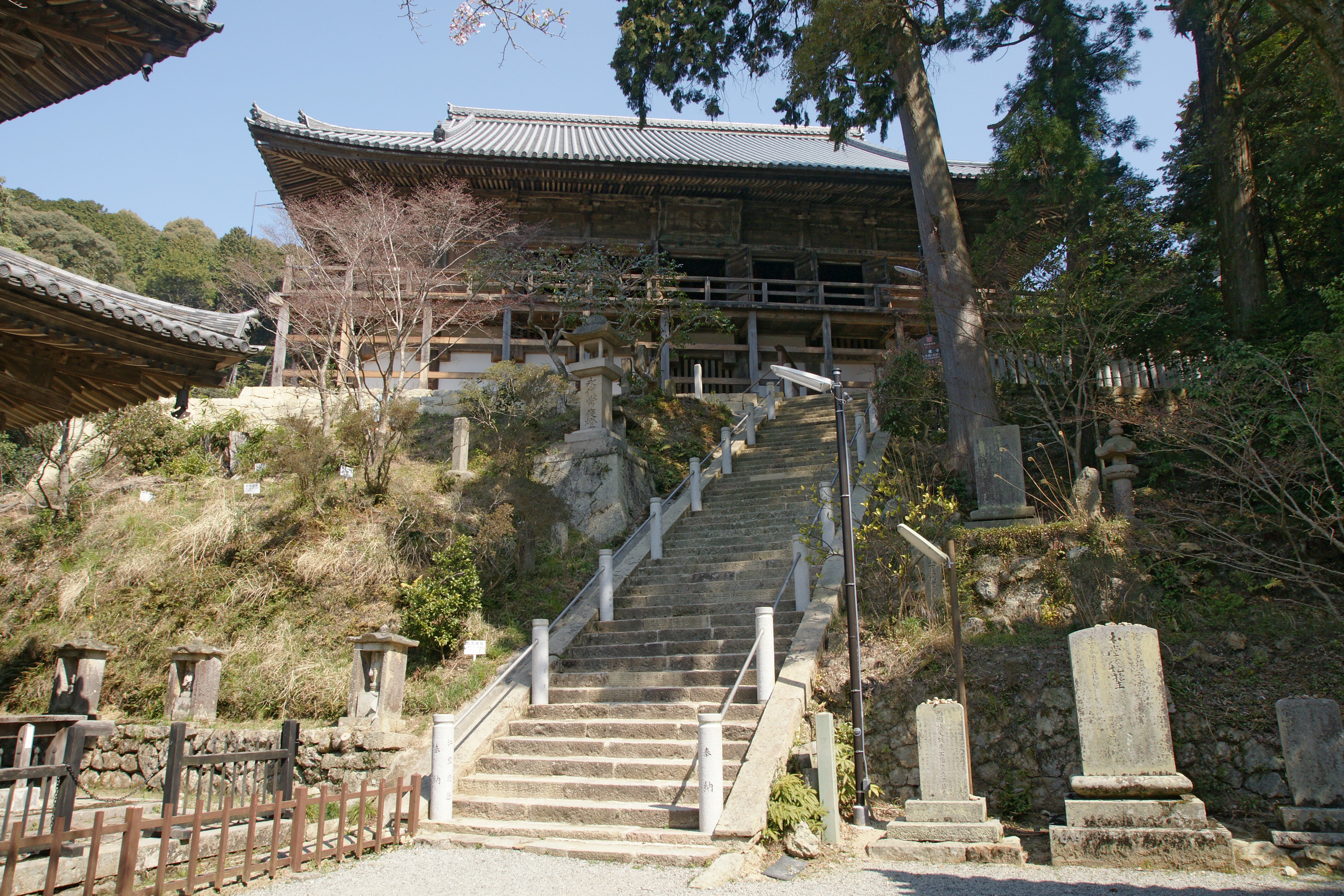
一乘寺
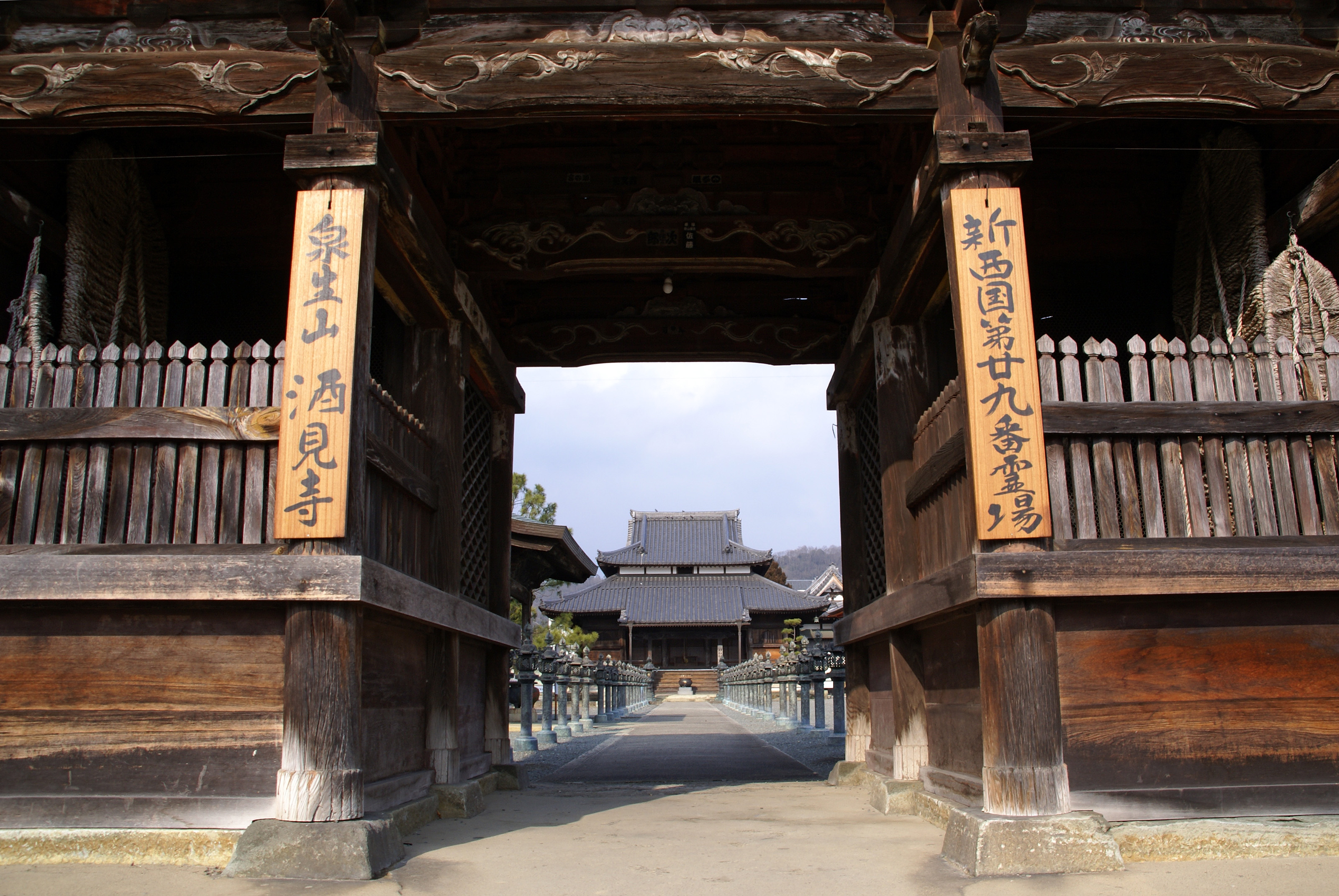
酒見寺
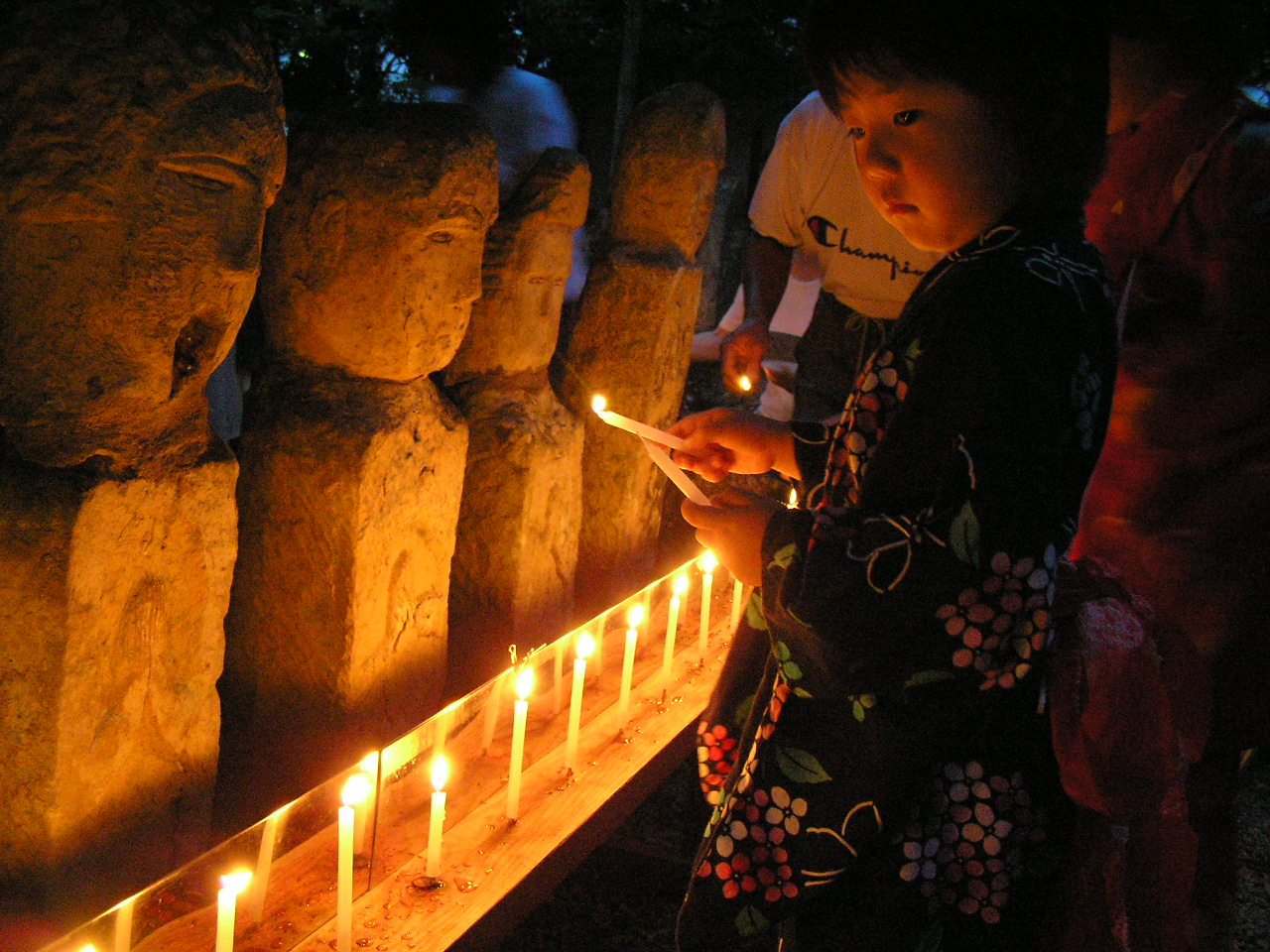
羅漢寺（日语：羅漢寺 (加西市)）
- 奧山寺（日语：奥山寺）
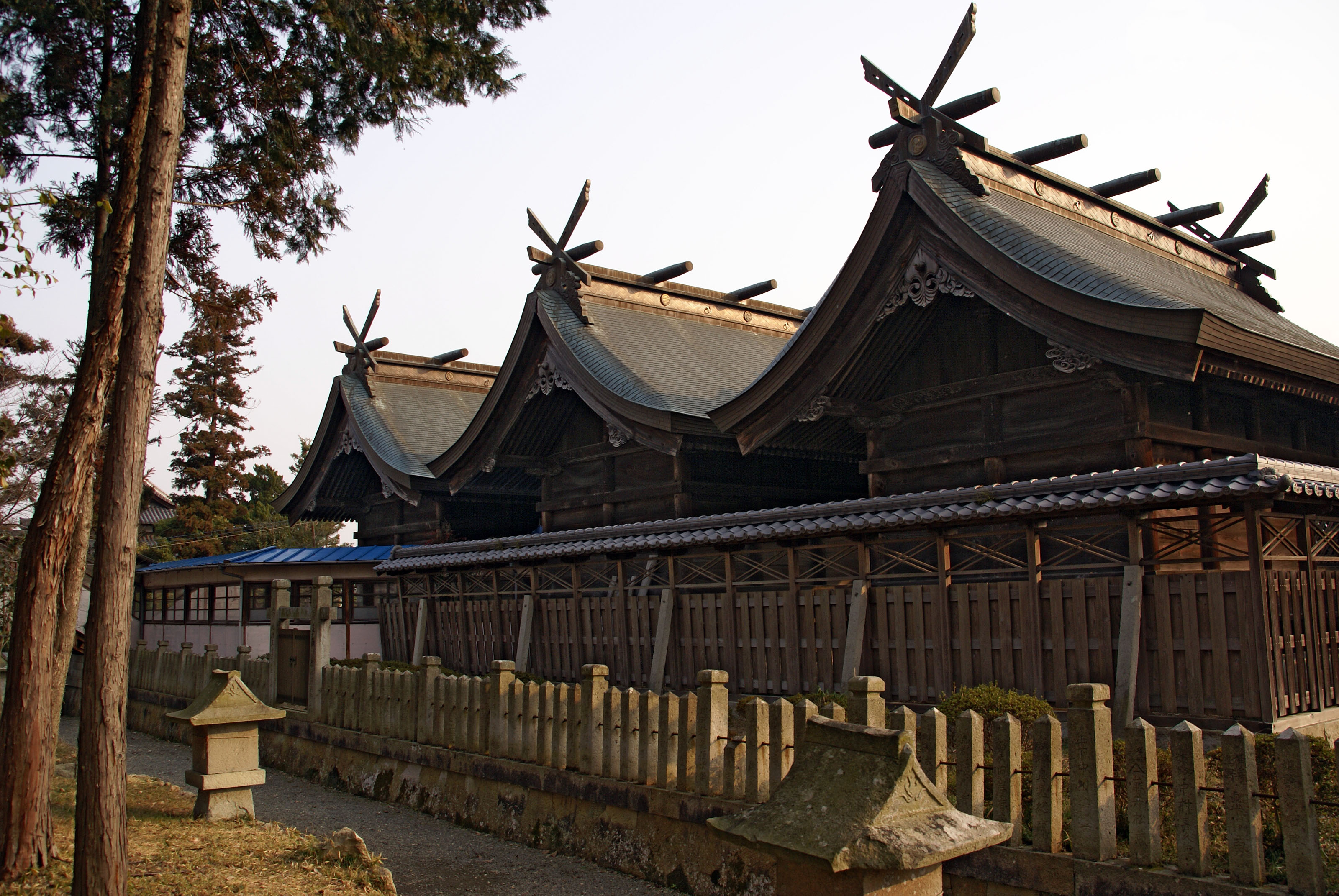
住吉神社（日语：住吉神社 (加西市)）：播磨國三之宮

- 笠松山和古法華自然公園
- 一乘寺
- 酒見寺
- 羅漢寺五百羅漢千燈會
- 住吉神社

## 教育

### 大學
- 神戶大學附屬食資源教育研究中心

## 姊妹、友好城市
海外
- 普爾曼（美國华盛顿州惠特曼縣）

## 本地出身之名人
- 小篠綾子：時裝設計師

## 外部連結
- （日語） 加西觀光導航（页面存档备份，存于）
- （日語） 加西市的X（前Twitter）
- OpenStreetMap上有關加西市的地理